# Idaea carneilinea
Idaea carneilinea là một loài bướm đêm trong họ Geometridae.